# Festival de Cannes 2010
Le Festival de Cannes 2010, 63e édition du festival, a lieu du 12 au 23 mai 2010. Le président du jury est le réalisateur américain Tim Burton.

## Déroulement et faits marquants
Le 26 janvier 2010, le président du festival Gilles Jacob annonce que le réalisateur américain Tim Burton préside le jury de cette 63e édition qui fait son ouverture le 12 mai 2010. Le 12 avril 2010, Gilles Jacob a annoncé, sur le plateau du Grand Journal de Canal+, le nom de la maîtresse de cérémonie : l'actrice franco-britannique Kristin Scott Thomas, chargée d'animer les soirées d'ouverture et de clôture du Festival. Elle avait déjà assuré cette fonction en 1999.
Le 15 avril 2010, une partie seulement de la sélection officielle (16 des 20 films) et la composition de l'ensemble des jurys ont été annoncées lors d'une conférence de presse tenue dans un hôtel parisien par Thierry Frémaux et Gilles Jacob. Cette conférence de presse a été marquée d'une part, par le boycott de quatre grandes agences de presse (Agence France-Presse, Associated Press, Getty Images et Reuters) en protestation des conditions de la couverture vidéo du Festival de Cannes et d'autre part, par l'invitation par Gilles Jacob du réalisateur iranien Jafar Panahi à participer au jury. Jafar Panahi est, au moment de l'invitation, emprisonné en Iran où il est accusé d'avoir réalisé un film contre le régime.
Le 19 avril 2010, le film Carlos d'Olivier Assayas, série de télévision pour Canal+, est sélectionné hors compétition. Gilles Jacob était initialement en désaccord avec Thierry Frémaux, refusant catégoriquement la sélection d'une série de télévision dans un festival de cinéma. Le film sera présenté plus tard dans une version de 5h30. Le même jour, la Semaine de la critique annonce sa sélection sur son site web. Le lendemain, 20 avril 2010, la Quinzaine des réalisateurs annonce sa sélection sur son site web.
Le 8 mai 2010, Sandro Bondi le ministre italien de la Culture décide de boycotter le festival en raison de la projection hors-compétition du film Draquila - L'Italie qui tremble de Sabina Guzzanti traitant de la manière dont le gouvernement Berlusconi a géré les conséquences du séisme de 2009 à L'Aquila,.
Le 12 mai 2010, lors de la cérémonie d'ouverture, un siège est laissé vide à côté des neuf jurés en l'honneur de Jafar Panahi, invité à faire partie du jury mais emprisonné dans son pays (ainsi que sa femme et sa fille) depuis début mars 2010 en raison de son soutien à Mir Hossein Moussavi et à l'opposition au président Mahmoud Ahmadinejad lors des protestations postélectorales iraniennes de 2009,. Quelques jours plus tard, Panahi remercie le Festival pour son soutien dans une lettre ouverte lue par le Ministre de la culture Frédéric Mitterrand sur les marches du Palais du Festival,. Le 18 mai 2010, lors de la conférence de presse du film Copie conforme d'Abbas Kiarostami, une journaliste iranienne révèle que Panahi entame une grève de la faim pour dénoncer « les mauvais traitements subis dans la prison d’Evin ».
Le 21 mai 2010, à l'initiative du député des Alpes-Maritimes Lionnel Luca, une manifestation de harkis, de pieds-noirs, d'élus UMP, d'anciens combattants et de quelques militants du Front national est organisée au bas des marches du Palais des Festivals pour protester contre la présentation en compétition du film Hors-la-loi de Rachid Bouchareb, taxé de révisionnisme, de falsification de l'histoire franco-algérienne et de dégradation volontaire de l'image des Français lors du massacre de Sétif en 1945,.
Le 22 mai 2010, la présentation en compétition du film Soleil trompeur 2 s'accompagne d'une polémique touchant son metteur en scène Nikita Mikhalkov, accusé, par 97 réalisateurs russes pétitionnaires, de despotisme, de détournement des aides publiques et de trop grande proximité avec le Premier Ministre Vladimir Poutine dans sa gestion de l'Union des cinéastes russes.
Le 23 mai 2010, la Palme d'or est attribuée, pour la première fois, à un film thaïlandais : Oncle Boonmee, celui qui se souvient de ses vies antérieures d'Apichatpong Weerasethakul. Cette distinction n'avait pas été décernée à une œuvre asiatique depuis 1997. Durant la cérémonie de clôture, la comédienne Juliette Binoche, Prix d'interprétation, rend hommage à Jafar Panahi dans son discours de remerciement.

## Jurys

### Compétition
|  | Nom                                                                   | Qualité                                        | Nationalité |
|  | --------------------------------------------------------------------- | ---------------------------------------------- | ----------- |
|  | Tim Burton (président du jury)                                        | réalisateur, scénariste et producteur          | États-Unis  |
|  | Kate Beckinsale                                                       | actrice                                        | Royaume-Uni |
|  | Giovanna Mezzogiorno                                                  | actrice                                        | Italie      |
|  | Alberto Barbera                                                       | directeur du musée national du cinéma de Turin | Italie      |
|  | Emmanuel Carrère                                                      | écrivain, scénariste et réalisateur            | France      |
|  | Alexandre Desplat                                                     | compositeur                                    | France      |
|  | Benicio del Toro                                                      | acteur                                         | États-Unis  |
|  | Victor Erice                                                          | réalisateur                                    | Espagne     |
|  | Shekhar Kapur                                                         | réalisateur, acteur et producteur              | Inde        |
|  | Jafar Panahi, absent du festival, retenu dans son pays contre son gré | réalisateur                                    | Iran        |

### Caméra d'or
| Nom                                    | Qualité               | Nationalité |
| -------------------------------------- | --------------------- | ----------- |
| Gael García Bernal (président du jury) | acteur et réalisateur | Mexique     |
| Stéphane Brizé                         | SRF, réalisateur      | France      |
| Gérard De Battista                     | AFC, directeur photo  | France      |
| Didier Diaz                            | FICAM                 | France      |
| Charlotte Lipinska                     | SFCC, critique        | France      |

### Un certain regard
| Nom                               | Qualité                                        | Nationalité    |
| --------------------------------- | ---------------------------------------------- | -------------- |
| Claire Denis (présidente du jury) | réalisatrice                                   | France         |
| Patrick Ferla                     | journaliste à la Radio télévision suisse       | Suisse         |
| Kim Dong-ho                       | directeur du Festival de Pusan                 | Corée du Sud   |
| Helena Lindblad                   | critique dans Dagens Nyheter                   | Suède          |
| Serge Toubiana                    | directeur général de la Cinémathèque française | France Tunisie |

### Cinéfondation et courts métrages
| Nom                             | Qualité     | Nationalité   |
| ------------------------------- | ----------- | ------------- |
| Atom Egoyan (président du jury) | réalisateur | Canada Égypte |
| Emmanuelle Devos                | actrice     | France        |
| Dinara Droukarova               | actrice     | Russie        |
| Carlos Diegues                  | réalisateur | Brésil        |
| Marc Recha                      | réalisateur | Espagne       |

## Sélections

### Sélection officielle
The Tree of Life de Terrence Malick devait être présenté en avant-première au Festival de Cannes 2010, mais une éventuelle sélection a été annulée, car des retards de montage ne permettaient pas de le présenter avant juin 2010. Il sera finalement présenté en compétition officielle en compétition l'année suivante, lors du 64e Festival de Cannes, en 2011, et obtiendra la Palme d'or.

#### Compétition
La sélection officielle en compétition se compose de 19 films :
| Titre                                                        | Réalisation                 | Pays             | Distribution                                    |
| ------------------------------------------------------------ | --------------------------- | ---------------- | ----------------------------------------------- |
| Chongqing Blues (Rizhao Chongqing)                           | Wang Xiaoshuai              | Chine            | Fan Bingbing, Li Feier                          |
| Tournée                                                      | Mathieu Amalric             | France           | Mathieu Amalric, Julie Ferrier                  |
| The Housemaid                                                | Im Sang-soo                 | Corée du Sud     | Jeon Do-yeon, Lee Jung-jae                      |
| Another Year                                                 | Mike Leigh                  | Royaume-Uni      | Jim Broadbent, David Bradley                    |
| La Princesse de Montpensier                                  | Bertrand Tavernier          | France           | Gaspard Ulliel, Mélanie Thierry, Lambert Wilson |
| Un homme qui crie                                            | Mahamat Saleh Haroun        | Tchad            | Youssouf Djaoro, Diouc Koma                     |
| Biutiful                                                     | Alejandro González Iñárritu | Espagne/ Mexique | Javier Bardem, Rubén Ochandiano                 |
| Outrage                                                      | Takeshi Kitano              | Japon            | Takeshi Kitano, Jun Kunimura                    |
| Des hommes et des dieux                                      | Xavier Beauvois             | France           | Lambert Wilson, Michael Lonsdale                |
| Copie conforme                                               | Abbas Kiarostami            | France           | Juliette Binoche, William Shimell               |
| Poetry                                                       | Lee Chang-dong              | Corée du Sud     | Yoon Hee-jeong, Lee Da-wit                      |
| My Joy (en compétition pour la Caméra d'or)                  | Sergei Loznitsa             | Ukraine          | Victor Nemets, Olga Shuvalova                   |
| Fair Game                                                    | Doug Liman                  | États-Unis       | Naomi Watts, Sean Penn                          |
| La nostra vita                                               | Daniele Luchetti            | Italie           | Elio Germano, Raoul Bova, Giorgio Colangeli     |
| Route Irish                                                  | Ken Loach                   | Royaume-Uni      | Mark Womack, Andrea Lowe                        |
| Hors-la-loi                                                  | Rachid Bouchareb            | Algérie          | Jamel Debbouze, Roschdy Zem, Sami Bouajila      |
| Oncle Boonmee, celui qui se souvient de ses vies antérieures | Apichatpong Weerasethakul   | Thaïlande        | Natthakarn Aphaiwonk, Sakda Kaewbuadee          |
| Soleil trompeur 2                                            | Nikita Mikhalkov            | Russie           | Nikita Mikhalkov, Oleg Menshikov                |
| Tender Son: The Frankenstein Project                         | Kornél Mundruczó            | Hongrie          | Rudolf Frecska, Miklós Székely                  |

#### Un certain regard
La section Un certain regard comprend 19 films :
| Titre                                                          | Réalisation               | Pays                                   |
| -------------------------------------------------------------- | ------------------------- | -------------------------------------- |
| L'Étrange Affaire Angélica                                     | Manoel de Oliveira        | Portugal - Espagne - France - Brésil   |
| Mardi, après Noël                                              | Radu Muntean              | Roumanie                               |
| Aurora                                                         | Cristi Puiu               | Roumanie - France - Suisse - Allemagne |
| Chatroom                                                       | Hideo Nakata              | Royaume-Uni                            |
| Sous toi, la ville                                             | Christoph Hochhäusler     | Allemagne                              |
| Les Amours imaginaires                                         | Xavier Dolan              | Canada                                 |
| Adrienn Pál (Pál Adrienn)                                      | Ágnes Kocsis              | Hongrie - Pays-Bas - Autriche - France |
| R U There                                                      | David Verbeek             | Pays-Bas - France - Taïwan             |
| I Wish I Knew                                                  | Jia Zhangke               | Chine - Pays-Bas                       |
| Film Socialisme                                                | Jean-Luc Godard           | Suisse                                 |
| Carancho                                                       | Pablo Trapero             | Argentine - France - Chili             |
| Le Secret de Chanda                                            | Oliver Schmitz            | Afrique du Sud - Allemagne             |
| Blue Valentine (en compétition pour la Caméra d'or)            | Derek Cianfrance          | États-Unis                             |
| Los labios                                                     | Ivan Fund, Santiago Loza  | Argentine                              |
| Udaan (en compétition pour la Caméra d'or)                     | Vikramaditya Motwane      | Inde                                   |
| Octubre (en compétition pour la Caméra d'or)                   | Daniel Vega et Diego Vega | Pérou - Venezuela - Espagne            |
| Simon Werner a disparu... (en compétition pour la Caméra d'or) | Fabrice Gobert            | France                                 |
| Rebecca H. (Return to the Dogs)                                | Lodge Kerrigan            | États-Unis - France                    |
| Hahaha                                                         | Hong Sang-soo             | Corée du Sud                           |

#### Hors compétition
Les films suivants sont présentés hors compétition.
| Titre                                 | Réalisation       | Pays               |
| ------------------------------------- | ----------------- | ------------------ |
| Robin des bois film d'ouverture       | Ridley Scott      | États-Unis         |
| Wall Street : L'argent ne dort jamais | Oliver Stone      | États-Unis         |
| You Will Meet a Tall Dark Stranger    | Woody Allen       | Royaume-Uni        |
| Tamara Drewe                          | Stephen Frears    | Royaume-Uni        |
| Autobiografia Lui Nicolae Ceauşescu   | Andrei Ujică      | Roumanie           |
| Carlos                                | Olivier Assayas   | France - Allemagne |
| L'Arbre film de clôture               | Julie Bertuccelli | France - Australie |

#### Séances de minuit
| Titre         | Réalisation     | Pays                |
| ------------- | --------------- | ------------------- |
| Kaboom        | Gregg Araki     | États-Unis - France |
| L'Autre Monde | Gilles Marchand | France              |

#### Séances spéciales
| Titre                                        | Réalisation                                                                                                  | Pays                            |
| -------------------------------------------- | --- | ------------------------------- |
| Draquila - L'Italie qui tremble              | Sabina Guzzanti                                                                                              | Italie                          |
| Abel                                         | Diego Luna                                                                                                   | Mexique - États-Unis            |
| Making Fuck Off                              | Fred Poulet                                                                                                  | France                          |
| Nostalgie de la lumière                      | Patricio Guzman                                                                                              | France - Allemagne - Chili      |
| Inside Job                                   | Charles H. Ferguson                                                                                          | États-Unis                      |
| Over Your Cities Grass Will Grow             | Sophie Fiennes                                                                                               | Royaume-Uni - France - Pays-Bas |
| Countdown To Zero                            | Lucy Walker                                                                                                  | États-Unis                      |
| 5 X Favela por nos mesmos                    | Manaira Carneiro, Wagner Novais, Rodrigo Felha, Cacau Amaral Luciano Vidigal, Cadu Barcelos, Luciana Bezerra | Brésil                          |
| Chantrapas                                   | Otar Iosseliani                                                                                              | France - Géorgie                |
| La Meute                                     | Franck Richard                                                                                               | France - Belgique               |
| Rock'n'roll...Of Corse! (Documentaire, 2010) | Lionel Guedj & Stéphane Bébert                                                                               | France                          |

#### Courts métrages
| Titre              | Réalisation            | Pays             |
| ------------------ | ---------------------- | ---------------- |
| Chienne d'histoire | Serge Avédikian        | France           |
| Ezra rishona       | Yarden Karmin          | Israël           |
| Estação            | Marcia Faria           | Brésil           |
| Muscles            | Edward Housden         | Australie        |
| Micky bader        | Frida Kempf            | Suède - Danemark |
| To Swallow a Toad  | Jurgis Krasons         | Lettonie         |
| Rosa               | Monica Lairana         | Argentine        |
| Maya               | Pedro Pío Martín Pérez | Cuba             |
| Blokes             | Marialy Rivas          | Chili            |

#### Cannes Classics
| Titre                                                       | Réalisation            | Pays                   | Date |
| ----------------------------------------------------------- | ---------------------- | ---------------------- | ---- |
| La Bataille du rail                                         | René Clément           | France                 | 1946 |
| Boudu sauvé des eaux                                        | Jean Renoir            | France                 | 1932 |
| Tristana                                                    | Luis Buñuel            | Espagne France Italie  | 1970 |
| Le Guépard                                                  | Luchino Visconti       | France Italie          | 1963 |
| Le Tambour                                                  | Volker Schlöndorff     | Allemagne              | 1979 |
| Les Ruines                                                  | Mrinal Sen             | Inde                   | 1983 |
| La Campagne de Cicéron                                      | Jacques Davila         | France                 | 1989 |
| La 317e Section                                             | Pierre Schoendoerffer  | France Espagne         | 1965 |
| Le Grand Amour                                              | Pierre Étaix           | France                 | 1969 |
| L'Odyssée de l'African Queen                                | John Huston            | Royaume-Uni États-Unis | 1951 |
| Au petit bonheur                                            | Marcel L'Herbier       | France                 | 1946 |
| Psychose                                                    | Alfred Hitchcock       | États-Unis             | 1960 |
| Le Baiser de la femme araignée                              | Hector Babenco         | États-Unis Brésil      | 1985 |
| Une rivière nommée Titas                                    | Ritwik Ghatak          | Inde                   | 1973 |
| Deux filles dans la rue                                     | André de Toth          | Hongrie                | 1939 |
| La Flûte de roseau                                          | Ermek Shinarbaev       | Kazakhstan             | 1989 |
| Le Ruisseau de Ripasottile (court-métrage)                  | Roberto Rossellini     | Italie                 | 1941 |
| The Eloquent Peasant (court-métrage)                        | Chadi Abdel Salam      | Égypte                 | 1970 |
| ... Mais le cinéma reste ma maîtresse (documentaire)        | Stig Björkman          | Suède                  | 2010 |
| Cameraman: The Life and Work of Jack Cardiff (documentaire) | Craig McCall           | Royaume-Uni            | 2010 |
| Holywood don't surf (documentaire)                          | Greg MacGillivray      | États-Unis             | 2010 |
| Toscan (documentaire)                                       | Isabelle Partiot-Pieri | France                 | 2010 |

#### Cinéma de la Plage
| Titre                        | Réalisation                                 | Pays           | Année |
| ---------------------------- | ------------------------------------------- | -------------- | ----- |
| Tant qu'il y aura des hommes | Fred Zinnemann                              | États-Unis     | 1953  |
| La Nuit de Varennes          | Ettore Scola                                | France, Italie | 1982  |
| Le Monde du silence          | Jacques-Yves Cousteau, Louis Malle          | France         | 1956  |
| Rock'n'roll… of Corse !      | Stéphane Bébert, Lionel Guedj               | France         | 2010  |
| Solo pour une blonde         | Roy Rowland                                 | Royaume-Uni    | 1963  |
| The Two Escobars             | Jeff Zimbalist (en), Michael Zimbalist (en) | États-Unis     | 2010  |

### Quinzaine des réalisateurs

#### Longs métrages
| Titre                                                                | Réalisation                            | Pays                           |
| -------------------------------------------------------------------- | -------------------------------------- | ------------------------------ |
| Benda Bilili! (en compétition pour la Caméra d'or)                   | Renaud Barret et Florent de La Tullaye | France                         |
| Little Baby Jesus of Flandr (en compétition pour la Caméra d'or)     | Gust Vandenberghe                      | Belgique                       |
| L'Œil invisible (La Mirada invisible)                                | Diego Lerman                           | Argentine - France - Espagne   |
| Un poison violent (en compétition pour la Caméra d'or)               | Katell Quillévéré                      | France                         |
| Le Voleur de lumière (Svet-Ake)                                      | Aktan Arym Kubat                       | Kirghizistan                   |
| Shit Year                                                            | Cam Archer                             | États-Unis                     |
| Ne nous jugez pas (en compétition pour la Caméra d'or)               | Jorge Michel Grau                      | Mexique                        |
| The Silent House (La Casa muda) (en compétition pour la Caméra d'or) | Gustavo Hernández                      | Uruguay                        |
| Cleveland vs. Wall Street                                            | Jean-Stéphane Bron                     | Suisse - France                |
| Le quattro volte                                                     | Michelangelo Frammartino               | Italie - Allemagne - Suisse    |
| Alting bliver godt igen                                              | Christoffer Boe                        | Danemark - Suède - France      |
| Année bissextile (en compétition pour la Caméra d'or)                | Michael Rowe                           | Mexique                        |
| Ha'Meshotet (en compétition pour la Caméra d'or)                     | Avishai Sivan                          | Israël                         |
| Des filles en noir                                                   | Jean-Paul Civeyrac                     | France                         |
| Illégal                                                              | Olivier Masset-Depasse                 | Belgique - Luxembourg - France |
| Two Gates of Sleep (en compétition pour la Caméra d'or)              | Alistair Banks Griffin                 | États-Unis                     |
| All Good Children (en compétition pour la Caméra d'or)               | Alicia Duffy                           | Royaume-Uni                    |
| Todos vós sodes capitáns (en compétition pour la Caméra d'or)        | Oliver Laxe                            | Espagne                        |
| Picco (en compétition pour la Caméra d'or)                           | Philip Koch                            | Allemagne                      |
| A alegria                                                            | Marina Méliande et Felipe Bragança     | Brésil                         |
| Pieds nus sur les limaces                                            | Fabienne Berthaud                      | France                         |
| Tiger Factory                                                        | Woo Ming jin                           | Malaisie                       |

#### Séances spéciales
| Titre           | Réalisation       | Pays        |
| --------------- | ----------------- | ----------- |
| Stones in Exile | Stephen Kijak     | Royaume-Uni |
| Boxing Gym      | Frederick Wiseman | États-Unis  |

#### Courts métrages
| Titre              | Réalisation          | Pays       |
| ------------------ | -------------------- | ---------- |
| Petit Tailleur     | Louis Garrel         | France     |
| Zed Crew           | Noah Pink            | Zambie     |
| Căutare            | Ionut Piturescu      | Roumanie   |
| Ett tyst barn      | Jesper Klevenas      | Suède      |
| Licht              | Andre Schreuders     | Pays-Bas   |
| Mary Last Seen     | Sean Durkin          | États-Unis |
| Shadows of Silence | Pradeepan Raveendran | France     |
| Shikasha           | Isamu Hirabayashi    | Japon      |
| Tre ore            | Annarita Zambrano    | Italie     |

### Semaine de la critique

#### Compétition

##### Longs métrages
| Titre                                                                     | Réalisation                               | Pays                         |
| ------------------------------------------------------------------------- | ----------------------------------------- | ---------------------------- |
| Sandcastle (en compétition pour la Caméra d'or)                           | Boo Junfeng                               | Singapour                    |
| Bedevilled (en compétition pour la Caméra d'or)                           | Jang Cheol-so                             | Corée du Sud                 |
| Belle Épine (en compétition pour la Caméra d'or)                          | Rebecca Zlotowski                         | France                       |
| Armadillo (en compétition pour la Caméra d'or)                            | Janus Metz                                | Danemark                     |
| The Myth of the American Sleepover (en compétition pour la Caméra d'or)   | David Robert Mitchell                     | États-Unis                   |
| Sound of Noise (en compétition pour la Caméra d'or)                       | Ola Simonsson et Johannes Stjärne Nilsson | Suède - France               |
| Bi, n'aie pas peur ! (Bi, dung so !) (en compétition pour la Caméra d'or) | Phan Dang Di                              | Vietnam - France - Allemagne |

##### Courts métrages
| Titre                           | Réalisation                 | Pays        |
| ------------------------------- | --------------------------- | ----------- |
| A distração de Ivan             | Cavi Borges et Gustavo Melo | Brésil      |
| Berik                           | Daniel Joseph Borgman       | Danemark    |
| The Boy Who Wanted to Be a Lion | Alois Di Leo                | Royaume-Uni |
| Deeper Than Yesterday           | Ariel Kleiman               | Australie   |
| Love Patate                     | Gilles Cuvelier             | France      |
| Native Son                      | Scott Graham                | Royaume-Uni |
| Vasco                           | Sébastien Laudenbach        | France      |

#### Séances spéciales

##### Longs métrages
| Titre                                                 | Réalisation     | Pays   |
| ----------------------------------------------------- | --------------- | ------ |
| Le Nom des gens film d'ouverture                      | Michel Leclerc  | France |
| Rubber                                                | Quentin Dupieux | France |
| Copacabana                                            | Marc Fitoussi   | France |
| Women Are Heroes (en compétition pour la Caméra d'or) | JR              | France |

##### Courts et moyens métrages
| Titre                              | Réalisation        | Pays       |
| ---------------------------------- | ------------------ | ---------- |
| Fracture                           | Nicolas Sarkissian | France     |
| L’Amour-propre                     | Nicolas Silhol     | France     |
| Cynthia todavía tienes las llaves  | Gonzalo Tobal      | Argentine  |
| Bastard soirée de clôture          | Kirsten Dunst      | États-Unis |
| The Clerk’s Tale soirée de clôture | James Franco       | États-Unis |

## Palmarès

### Palmarès officiel

#### Compétition
| Prix                                    | Attribué à                                                                               | Pays         |
| --------------------------------------- | ---------------------------------------------------------------------------------------- | ------------ |
| Palme d'or                              | Oncle Boonmee, celui qui se souvient de ses vies antérieures d'Apichatpong Weerasethakul | Thaïlande    |
| Grand Prix                              | Des hommes et des dieux de Xavier Beauvois                                               | France       |
| Prix d'interprétation masculine ex æquo | Javier Bardem dans Biutiful                                                              | Espagne      |
| Prix d'interprétation masculine ex æquo | Elio Germano dans La nostra vita                                                         | Italie       |
| Prix d'interprétation féminine          | Juliette Binoche dans Copie conforme                                                     | France       |
| Prix de la mise en scène                | Mathieu Amalric pour Tournée                                                             | France       |
| Prix du scénario                        | Lee Chang-dong pour Poetry                                                               | Corée du Sud |
| Prix du Jury                            | Un homme qui crie de Mahamat Saleh Haroun                                                | Tchad        |

#### Caméra d'or
| Prix        | Attribué à                       | Pays    |
| ----------- | -------------------------------- | ------- |
| Caméra d'or | Année bissextile de Michael Rowe | Mexique |

#### Un certain regard
| Prix                                     | Attribué à                                                   | Réalisateur                | Pays         |
| ---------------------------------------- | ------------------------------------------------------------ | -------------------------- | ------------ |
| Prix Un certain regard (à l'unanimité)   | Hahaha                                                       | Hong Sang-soo              | Corée du Sud |
| Prix du jury                             | Octubre                                                      | Daniel et Diego Vega       | Pérou        |
| Prix d'interprétation féminine (ex æquo) | Adela Sanchez, Eva Bianco et Victoria Raposo pour Los Labios | Santiago Loza et Ivan Fund | Argentine    |

#### Cinéfondation
Les prix de la Cinéfondation ont été attribués le 21 mai 2010 :
| Prix            | Attribué à                                             | École                     |
| --------------- | ------------------------------------------------------ | ------------------------- |
| 1er Prix        | The Painting Sellers de Juho Kuosmanen                 | Université Aalto Finlande |
| 2e Prix         | Coucou-les-nuages de Vincent Cardona                   | La Fémis France           |
| 3e Prix ex æquo | The Fith Column de Vatche Boulghourjian                | NYU États-Unis            |
| 3e Prix ex æquo | I Already Am Everything I Want to Have de Dane Komljen | FDU Serbie                |

#### Courts métrages
| Prix                          | Attribué à                            | Pays             |
| ----------------------------- | ------------------------------------- | ---------------- |
| Palme d'or du court métrage   | Chienne d'histoire de Serge Avédikian | France           |
| Prix du jury du court métrage | Micky bader de Frida Kempf            | Suède - Danemark |

### Semaine de la critique
| Prix       | Attribué à                                           | Pays                         |
| ---------- | ---------------------------------------------------- | ---------------------------- |
| Grand Prix | Armadillo de Janus Metz                              | Danemark                     |
| Prix SACD  | Bi, n'aie pas peur ! (Bi, dung so !) de Phan Dang Di | Vietnam - France - Allemagne |

### Prix FIPRESCI
Le prix FIPRESCI du Festival de Cannes est remis à 3 films.
| Sélection                  | Attribué à                               | Pays                                   |
| -------------------------- | ---------------------------------------- | -------------------------------------- |
| Compétition                | Tournée de Mathieu Amalric               | France                                 |
| Un certain regard          | Adrienn Pál (Pál Adrienn) d'Ágnes Kocsis | Hongrie - Pays-Bas - Autriche - France |
| Quinzaine des réalisateurs | Todos vós sodes capitáns d'Oliver Laxe   | Espagne                                |

### Prix du Jury œcuménique
| Prix                                | Attribué à                                 | Pays         |
| ----------------------------------- | ------------------------------------------ | ------------ |
| Prix du Jury œcuménique             | Des hommes et des dieux de Xavier Beauvois | France       |
| Mention spéciale du Jury œcuménique | Another Year de Mike Leigh                 | Royaume-Uni  |
| Mention spéciale du Jury œcuménique | Poetry de Lee Chang-dong                   | Corée du Sud |

### Prix de l'Éducation nationale
| Attribué à              | Réalisateur     | Pays   |
| ----------------------- | --------------- | ------ |
| Des hommes et des dieux | Xavier Beauvois | France |

### Queer Palm
| Attribué à | Réalisateur | Pays       |
| ---------- | ----------- | ---------- |
| Kaboom     | Gregg Araki | États-Unis |